# Kuvertgraven
Kuvertgraven är förhistorisk stensättning från järnåldern belägen i Sveaparken i centrala Grums, Värmland. Graven ligger på ett gravfält som anlades under förromersk järålder och användes under äldre järnålder. Graven är unik för Värmland och har få motsvarigheter.  
Graven har fått sitt namn eftersom konstruktionen liknar ett kuvert. Graven är en fyrsidig stensättning den liknar ett kuvert. I en kvadratisk ram av utlagda stenar löper diagonala stenrader. I gravens hörn är större stenar placerade. En flat häll ligger i stensättningens centrum.

Vid Ture Jönsson Arne undersökningar på gravfältet fick kuvertgraven nr 21 på skissen över gravfältet. Graven beskrivs som 
" nästan kvadratisk sättning av låga stenar med tvänne diagonala sten rader, i vilkas mitt ligger en stor flat häll (Fig. 16). Diagona lerna äro dragna i norr till söder och öster till väster. I varje hörn ligger en större kullersten. Sidorna mäta resp. 14,7om., 15,20 m., 15 m. och 14,50 m., diagonalerna 21,so och 20,30 m. I juli 1916 undersöktes mitten av denna stensättning; centralhällen, som mäter mellan 80 och 90 cm. i genomskärning, lyftes bort, och grävning företogs i sanden och ett stycke ned i älven, utan att likväl något fynd gjordes. Vid samma tillfälle erhöll jag upplysning, att ytterligare minst tre sådana stensättningar i närheten, som varit dolda av skog och mossa, förstörts under de senaste åren."
Arne jämför graven med en liknande norsk grav omnämnd av  H. Schetelig i Den forromerske jernalder i Norge berättar: 
" Fra Aske, Brunlanes pgd. ved Larvik, foreligger beretning om et mere eiendommelig anlägg. Paa flat mark blev her truffet en kvadrat omtrent 10 m. i firkant, hvis sider bestod av en stenfyldt groft; kvadraten var med raekker av haandsten ind delt i fire ruter, og hvor korsarmene krydsedes stod en temmelig hoi bautasten. I den nordligste ruten var en urnebrand grop, daekket med en helle, og i urnen fandtes jernaalen Fig. 6. Midt under bautastenen var en lignende urnebrandgrop. Vi har altsaa her gräver fra periode 1."
Arne medger att den kvadratiska sättningen i Grums ej delades i fyra små kvadrater utan istället i fyra trianglar och bautastenen i mitten var ersatt av en stor häll men stensättningarna har stora likheter även om den norsk verkar vara lite äldre.
I Arnes uppsats från 1916 avbildas graven i en skiss som mer återger gravens ursprungliga utseende. Senare bilder har resta stenar som markerar graven men dessa resta stenar förändrar gravens utseende.